# Leeds United Association Football Club 1978-1979
Questa voce raccoglie le informazioni riguardanti il Leeds United Association Football Club nelle competizioni ufficiali della stagione 1978-1979

## Stagione
Nel tentativo di rilanciare la squadra, la dirigenza del Leeds decise di rimpiazzare Armfield con l'ex allenatore del Celtic Jock Stein anch'egli, come Brian Clough, dichiaratamente avverso alla squadra. Indebolito dalla cessione di giocatori chiave come Gordon McQueen e Joe Jordan e turbato dai pessimi rapporti di Stein con alcuni dei giocatori, il Leeds si trovò dopo otto giornate a metà classifica: in questo contesto la dirigenza decide di esonerare Stein chiamando in sua sostituzione Jimmy Adamson il quale, al termine di una graduale rimonta, guadagnò il quinto posto valevole per l'accesso in Coppa UEFA.

## Maglie e sponsor
Vengono confermate le divise prodotte nella stagione precedente, prodotte dalla Admiral.
| 1a divisa | 2a divisa |

## Rosa
| N. |                        | Ruolo | Calciatore      |
| -- | ---------------------- | ----- | --------------- |
|    | Scozia (bandiera)      | P     | David Harvey    |
|    | Scozia (bandiera)      | P     | Dave Stewart    |
|    | Inghilterra (bandiera) | D     | Trevor Cherry   |
|    | Inghilterra (bandiera) | D     | Paul Madeley    |
|    | Scozia (bandiera)      | D     | Keith Parkinson |
|    | Inghilterra (bandiera) | D     | Paul Hart       |
|    | Inghilterra (bandiera) | C     | Kevin Hird      |
|    | Inghilterra (bandiera) | C     | Roy Ellam       |
|    | Galles (bandiera)      | C     | Byron Stevenson |
|    | Galles (bandiera)      | C     | Bryan Flynn     |

| N. |                        | Ruolo | Calciatore    |
| -- | ---------------------- | ----- | ------------- |
|    | Inghilterra (bandiera) | C     | Tony Currie   |
|    | Scozia (bandiera)      | C     | Peter Lorimer |
|    | Galles (bandiera)      | A     | Carl Harris   |
|    | Scozia (bandiera)      | A     | Eddie Gray    |
|    | Scozia (bandiera)      | A     | Frank Gray    |
|    | Inghilterra (bandiera) | A     | John Hawley   |
|    | Galles (bandiera)      | A     | Gwyn Thomas   |
|    | Inghilterra (bandiera) | A     | Ray Hankin    |
|    | Scozia (bandiera)      | A     | Arthur Graham |

## Statistiche

### Statistiche di squadra
| Competizione   | Punti | Totale | Totale | Totale | Totale | Totale | Totale | DR  |
| Competizione   | Punti | G      | V      | N      | P      | Gf     | Gs     | DR  |
| -------------- | ----- | ------ | ------ | ------ | ------ | ------ | ------ | --- |
| First Division | 50    | 42     | 18     | 14     | 10     | 70     | 52     | +18 |
| FA Cup         | -     | 3      | 1      | 1      | 1      | 8      | 7      | +1  |
| Totale         | -     | 45     | 18     | 15     | 11     | 78     | 59     | +19 |